# Ренату Вейга
Рена́ту Па́лма Ве́йга (порт. Renato Palma Veiga; нар. 29 липня 2003, Лісабон) — португальський футболіст, півзахисник англійського клубу «Челсі» та збірної Португалії. На правах оренди виступає за італійський «Ювентус».

## Клубна кар'єра

### «Спортінг»
2010 року приєднався до академії клубу «Спортінг», після чого займався в команді «Реал» (Келуш), а 2019 знову повернувся до системи «Спортінга». 3 липня 2020 року підписав з клубом свій перший професіональний контракт. 12 вересня 2020 року дебютував за «Спортінг Б» у матчі проти «Кова Пьєдаде» (до 23). 29 жовтня 2020 року в поєдинку проти «Марітіму» (до 23) забив свій перший гол за клуб.

#### Оренда в «Аугсбург»
31 січня 2023 року перейшов на правах оренди в німецький клуб «Аугсбург» до грудня 2023 року. 11 лютого дебютував за «Аугсбург» в матчі Бундесліги проти «Майнца 05». Провів в оренді 7 місяців, за час якої зіграв 13 поєдинків у Бундеслізі, а 15 серпня 2023 року клуб достроково розірвав угоду про оренду.

### «Базель»
28 серпня 2023 підписав чотирирічний контракт зі швейцарським «Базелем». Сума трансферу становила 4,6 млн євро. 3 вересня дебютував за «Базель» в матчі швейцарського Дер-Классікер в рамках Суперліги проти «Цюриха», відзначившись також і своїм першим голом за клуб. Цей м'яч у підсумку визнали найкращим голом в сезоні 2023–24 в Суперлізі.

### «Челсі»
12 липня 2024 року перейшов в англійський клуб «Челсі», підписавши семирічний контракт з опцією продовження ще на один рік. Сума трансферу становила 12 млн фунтів стерлінгів. 18 серпня дебютував за «Челсі» в матчі Прем'єр-ліги проти «Манчестер Сіті», вийшовши на заміну Марку Кукурельї. 22 серпня в поєдинку кваліфікації Ліги конференцій УЄФА проти швейцарського «Серветта» дебютував у єврокубках. 3 жовтня в матчі Ліги конференцій проти бельгійського «Гента» забив свій перший гол за «Челсі».

#### Оренда в «Ювентус»
27 січня 2025 року на правах оренди перейшов в італійський «Ювентус» до кінця сезону з опцією викупу. 2 лютого 2025 року дебютував за нову команду в матчі Серії A проти «Емполі», вийшовши в стартовому складі. Всього за час оренди провів 13 поєдинків.

## Кар'єра в збірній
Виступав за збірні Португалії до 19, до 20 і до 21 року.
30 серпня 2024 року вперше викликаний до збірної Португалії головним тренером Роберто Мартінесом для участі в матчах Ліги націй УЄФА проти збірних Хорватії та Шотландії, втім у цих іграх на поле не виходив. 12 жовтня того ж року в поєдинку Ліги націй проти збірної Польщі дебютував за збірну Португалії, вийшовши в стартовому складі.
В червні 2025 року в складі збірної Португалії став переможцем Ліги націй УЄФА 2024–25.

## Особисте життя
Син футболіста Нелсона Вейги, який виступав за збірну Кабо-Верде.

## Статистика виступів

### Клубна статистика
Станом на 25 травня 2025
| Клуб              | Сезон             | Чемпіонат         | Чемпіонат | Чемпіонат | Кубок | Кубок | Кубок ліги | Кубок ліги | Єврокубки | Єврокубки | Інші  | Інші | Всього | Всього |
| Клуб              | Сезон             | Дивізіон          | Матчі     | Голи      | Матчі | Голи  | Матчі      | Голи       | Матчі     | Голи      | Матчі | Голи | Матчі  | Голи   |
| ----------------- | ----------------- | ----------------- | --------- | --------- | ----- | ----- | ---------- | ---------- | --------- | --------- | ----- | ---- | ------ | ------ |
| Спортінг Б        | 2021–22           | Терсейра-ліга     | 16        | 1         | —     | —     | —          | —          | —         | —         | —     | —    | 16     | 1      |
| Спортінг Б        | 2022–23           | Терсейра-ліга     | 15        | 3         | —     | —     | —          | —          | —         | —         | —     | —    | 15     | 3      |
| Спортінг Б        | Всього            | Всього            | 31        | 4         | —     | —     | —          | —          | —         | —         | —     | —    | 31     | 4      |
| → Аугсбург        | 2022–23           | Бундесліга        | 13        | 0         | 0     | 0     | —          | —          | —         | —         | —     | —    | 13     | 0      |
| Базель            | 2023–24           | Суперліга         | 23        | 2         | 3     | 0     | —          | —          | 0         | 0         | —     | —    | 26     | 2      |
| Челсі             | 2024–25           | Прем'єр-ліга      | 7         | 0         | 1     | 0     | 2          | 0          | 8         | 2         | 0     | 0    | 18     | 2      |
| → Ювентус         | 2024–25           | Серія A           | 13        | 0         | 0     | 0     | 0          | 0          | 2         | 0         | 0     | 0    | 15     | 0      |
| Всього за кар'єру | Всього за кар'єру | Всього за кар'єру | 87        | 6         | 4     | 0     | 2          | 0          | 10        | 2         | 0     | 0    | 103    | 8      |

1. ↑  Матчі в Лізі конференцій УЄФА
2. ↑  Матчі в Лізі чемпіонів УЄФА

### Міжнародна статистика
Станом на 8 червня 2025 
| Збірна            | Сезон             | Товариські | Товариські | Офіційні | Офіційні | Всього | Всього |
| Збірна            | Сезон             | Матчі      | Голи       | Матчі    | Голи     | Матчі  | Голи   |
| ----------------- | ----------------- | ---------- | ---------- | -------- | -------- | ------ | ------ |
| Португалія        |                   |            |            |          |          |        |        |
| 2024              | 0                 | 0          | 3          | 0        | 3        | 0      |        |
| 2025              | 0                 | 0          | 2          | 0        | 2        | 0      |        |
| Всього за кар'єру | Всього за кар'єру | 0          | 0          | 5        | 0        | 5      | 0      |

### Матчі за збірну
Станом на 8 червня 2025 
| Матчі Ренату Вейги за збірну Португалії | Матчі Ренату Вейги за збірну Португалії | Матчі Ренату Вейги за збірну Португалії | Матчі Ренату Вейги за збірну Португалії | Матчі Ренату Вейги за збірну Португалії | Матчі Ренату Вейги за збірну Португалії | Матчі Ренату Вейги за збірну Португалії | Матчі Ренату Вейги за збірну Португалії |
| №                                       | Дата                                    | Суперник                                | Рахунок                                 | Голи                                    | Картки                                  | Хвилини                                 | Змагання                                |
| --------------------------------------- | --------------------------------------- | --------------------------------------- | --------------------------------------- | --------------------------------------- | --------------------------------------- | --------------------------------------- | --------------------------------------- |
| 1                                       | 12 жовтня 2024                          | Польща                                  | 2–1                                     |                                         |                                         | 90'                                     | Ліга націй УЄФА 2024–25 (A)             |
| 2                                       | 15 листопада 2024                       | Польща                                  | 5–1                                     |                                         |                                         | 90'                                     | Ліга націй УЄФА 2024–25 (A)             |
| 3                                       | 18 листопада 2024                       | Хорватія                                | 1–1                                     |                                         | 90'                                     | 90'                                     | Ліга націй УЄФА 2024–25 (A)             |
| 4                                       | 20 березня 2025                         | Данія                                   | 0–1                                     |                                         |                                         | 76'                                     | Ліга націй УЄФА 2024–25 (плей-оф)       |
| 5                                       | 8 червня 2025                           | Іспанія                                 | 2–2 (пен. 5–3)                          |                                         |                                         | 16'                                     | Ліги націй УЄФА 2024–25 (фінал)         |

Всього: 5 матчів / 0 голів; 3 перемоги, 1 нічия, 1 поразка.

## Досягнення
«Челсі»
- Переможець Ліги конференцій УЄФА: 2024–25[39]

Збірна Португалії
- Переможець Ліги націй УЄФА: 2024–25[40]

Особисті
- Гол сезону швейцарської Суперліги: 2023–24[41]